# Aleksander Oleszko
Aleksander Andrzej Oleszko – polski prawnik, profesor nauk prawnych.

## Życiorys
W 1966 r. ukończył studia prawnicze na Uniwersytecie Jagiellońskim, w 1973 r. obronił pracę doktorską, w 1985 r. habilitował się. W 1996 r. uzyskał tytuł profesora nauk prawnych. Został zatrudniony w Wyższej Szkole Humanistyczno-Przyrodniczej - Studium Generale Sandomiriense.
Pracował w Wyższej Szkole Humanistyczno-Ekonomicznej im. Jana Zamoyskiego w Zamościu i na Uniwersytecie Marii Curie-Skłodowskiej w Lublinie.